# Indietronic
Der Begriff Indietronic (alternativ: Indietronics oder Indietronica) bezeichnet die sich seit Mitte der 1990er Jahre entwickelnde Mischung von Indie-Pop und -Rock mit Stilmitteln der elektronischen Musik. Damit werden sowohl traditionelle Musiker, die zunehmend elektronische Komponenten in ihre Stücke einarbeiten als auch Musiker des elektronischen Lagers, die das Songformat für sich entdecken, bezeichnet. Die Musik ist grundsätzlich als Mischung von Pop, Electronica und Indie-Rock zu beschreiben, kann dabei Elemente aus Hip-Hop, Folk, Jazz, Post-Rock und Krautrock aufweisen und neigt meist zu eher sanfter, melancholischer Stimmung.

## Geschichte und Vertreter
Mit steigender Verfügbarkeit professionell einsetzbarer elektronischer Instrumente näherten sich zunehmend Künstler aus dem Indie-Sektor an Stilmittel der elektronischen Musik an und nahmen dabei vor allem Bezüge aus der IDM auf. Die späten 1990er Jahre können als die Hochzeit dieses Musikstils angesehen werden. Als erstes populäres Album dieser Richtung gilt Shrink von The Notwist, das 1998 erschien.
Erstmals tauchte der Begriff 1998 als Musiksparte (Fach) in einem Hamburger Schallplattengeschäft auf, um die zunehmende Überschneidung von Veröffentlichungen in den Sparten Indie / Alternative Rock und elektronischer Musik zusammenzufassen und zu kommunizieren. Die Berliner Zeitschrift De:Bug schrieb einen Artikel zu diesem Thema, in dem der Begriff erstmals veröffentlicht wurde. Im Folgenden wurde der Begriff von weiteren Journalisten aufgegriffen und eine Zeit lang parallel zu Alternativbezeichnungen wie Data Pop (nach einer 2001 erschienenen Compilation der Spex), Indie-Dance, Indie-Electro oder Lap-Pop benutzt, die mittlerweile nicht mehr gebräuchlich sind.
2002 erschien die Compilation Indietronica Vol. 1 vom Label SonarMusic vom Sónar Festival (Barcelona), die versuchte, den Musikstil abzubilden. Im selben Jahr kam das sehr erfolgreiche nächste Indietrionic-Album von The Notwist Neon Golden heraus. Dieses wurde beschrieben, als würden „Gitarren, Elektronik und stapelweise komische Geräusche zu einem Genre“ verschränkt. Ende der 1990er Jahre gab es zahlreiche Schallplattenlabel und Veröffentlichungen, die sich dieser Schnittmenge widmeten. Zu deren Erscheinen zwischen 1990 und 1998 gab es jedoch noch keinen festen Begriff zur Beschreibung dieses neuen Musikstils.
Ein weiterer wichtiger Erfolg in diesem Stil ist Give Up von The Postal Service. Es entwickelte sich 2003 zum größten kommerziellen Erfolg des Labels Sub Pop seit Nirvanas Debütalbum Bleach. 2006 waren mehrere Alben (etwa Hot Chip mit The Warning oder So This Is Goodbye von Junior Boys) insbesondere bei Kritikern erfolgreich.  Wichtig und ebenfalls erfolgreich in dieser Spielart sind Yesterday Was Dramatic, Today Is Okay von Múm (1999), Binokular (2000) & Zoomer (2002) von Schneider TM,  A Pack of Lies von Turner und Nothing‘s Lost von Styrofoam (2004). Einige weitere Künstler dieser Stilrichtung sind beispielsweise Dntel, Duo505, The Knife, Stereolab, Lali Puna, Ms. John Soda, Console, Her Space Holiday, Electric President, finn., Werle & Stankowski, Tarwater, Ulrich Schnauss und Ratatat. Labels mit einem Schwerpunkt auf Musik dieser Richtung sind z. B. Too Pure und Warp Records aus dem englischsprachigen bzw. Alien Transistor, City Centre Offices, Hausmusik, Ladomat2000, Morr Music, Payola und Schinderwies Productions aus dem deutschsprachigen Raum.
Indietronic und ähnliche Begriffe erreichten nicht die Popularität der klassischen Begriffe für Musikstile. Sie sind geschichtlich als eine Untergruppe im Netz der beschreibenden Musikbegriffe vor allem im kulturellen Kontext seiner Erscheinung zu bewerten, die einige Jahre später wieder aus der Wahrnehmung und Nutzung verschwinden. Ab Mitte der 2000er Jahre hatte sich die Verwendung moderner Elektronischer Musik mit Rock und Pop so weit verbreitet, dass die Beschreibung überflüssig wurde, da sich fast jede Band der Elemente bediente. Im Folgenden kehrte die popkulturelle Beschreibung wieder zu den  ursprünglichen Begriffen  (wie Punk, Indie, Rock, IDM, Blues, Techno, Rap etc.) zurück, da der Anteil elektronischer Sounds omnipräsent in der Popmusik wurde und kein nützlich definierender Begriff mehr sein konnte.